# Lydia Daher

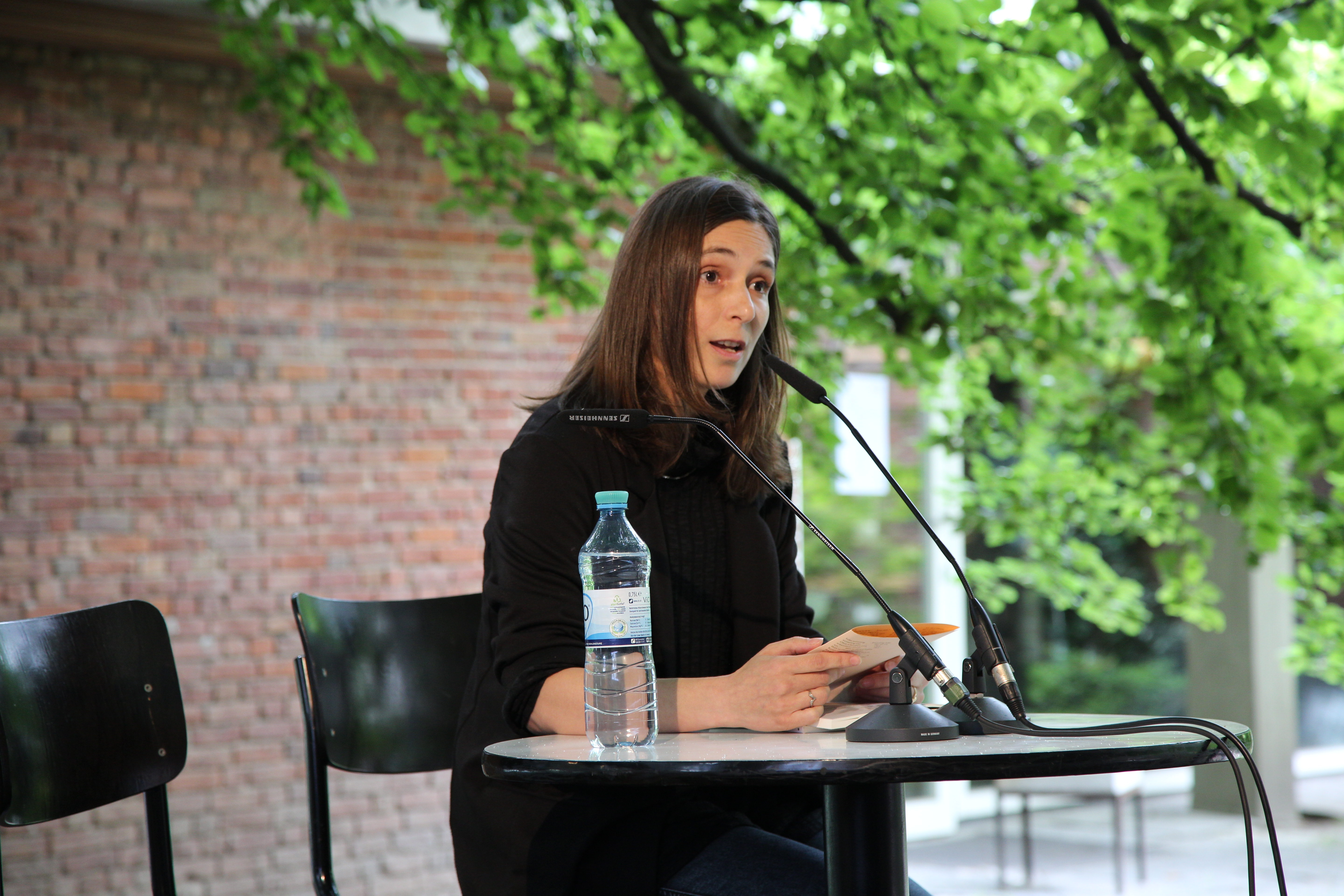
Lydia Daher auf dem Lyrikmarkt Berlin 2017

Lydia Daher (* 1980 in Berlin) ist eine deutsche Dichterin und Sängerin.

## Leben
Lydia Daher wurde als Kind deutsch-libanesischer Eltern in Berlin geboren und wuchs in Köln auf. Sie ist Lyrikerin und Musikerin und arbeitet allein oder gemeinsam mit anderen nationalen und internationalen Künstlern, auch im Bereich der bildenden Kunst und des Hörspiels. Zudem ist sie regelmäßig als Kuratorin für spartenübergreifende Kulturveranstaltungen und Dozentin für kreatives Schreiben tätig. Ihre Arbeiten wurden vielfach in Zeitschriften und Anthologien publiziert und mit Preisen und Stipendien ausgezeichnet. Einzelne ihrer Gedichte wurden u. a. ins Englische, Kantonesische, Spanische, Tschechische, Polnische und Arabische übersetzt. Im Auftrag des Goethe-Instituts reiste sie für Lesungen, Konzerte, Kollaborationen und Workshops u. a. nach Hongkong, Shenzhen, Algier, Warschau, Prag, Wolgograd, Moskau und Buenos Aires. Ihre Arbeiten im Bereich der bildenden Kunst wurden bereits in Einzelausstellungen gezeigt.
2005 erreichte sie den dritten Platz beim German International Poetry Slam in Leipzig. 2007 erschien bei Trikont die CD Lydia Daher mit selbst geschriebenen deutschsprachigen Popsongs. Im März 2008 erschien ihr Gedichtband Kein Tamtam für diesen Tag, für den sie den Kunstförderpreis der Stadt Augsburg (2009) und das Märkische Stipendium für Literatur (2010) erhielt. Im März 2012 erschien ihr Gedichtband Insgesamt so, diese Welt. Das BR Fernsehen porträtierte die Künstlerin 2014 in der Dokumentation Ein Tag im Leben von Lydia Daher.
Lydia Daher lebt als freie Autorin und Musikerin in Berlin.

## Werke
- Beirut Blues. Ubooks, Augsburg 2003, ISBN 3-935798-99-7.
- (Hrsg.): Vokalpatrioten – Ein Poetry Slam Sampler. Ubooks, Augsburg 2004, ISBN 3-937536-33-7.
- Kein Tamtam für diesen Tag. Voland & Quist, Berlin; Dresden 2008, ISBN 3-938424-26-5.
- Insgesamt so, diese Welt., Voland & Quist, Berlin; Dresden 2012, ISBN 978-3-86391-005-1.
- Und auch nun, gegenüber dem Ganzen – dies. 101 Collagen, Voland & Quist, Berlin; Dresden 2014, ISBN 978-3-86391-062-4.
- Kleine Satelliten. Graphic Poetry, MaroVerlag, Augsburg 2016, ISBN 978-3-87512-470-5.
- Wo wir bleiben, edition AZUR, Berlin 2024, ISBN 978-3-942375-71-9

## Diskografie
- 2007: Lydia Daher (Trikont / Indigo)
- 2010: Flüchtige Bürger (Trikont)
- 2015: Algier (mit Tatafull, Trikont)
- 2017: Wir hatten Großes vor (Trikont)

## Auszeichnungen
- 2009: Kunstförderpreis der Stadt Augsburg
- 2010: Märkisches Stipendium für Literatur
- 2012: Bayerischer Kunstförderpreis